# Baka-Dschat
Baka-Dschat oder Baqa-Dschatt (hebräisch באקה-ג'ת Bāqah-Ǧat, arabisch باقة جتّ, DMG Bāqa Ǧatt, englisch Baqa-Jatt) war eine Stadt in Israel, die von 2003 bis 2010 bestand.

## Lage
Baqa-Dschatt lag im Bezirk Haifa, im Unterbezirk Chadera, nahe der Grünen Linie. Die Stadt gehörte zum arabischen Dreieck oder Triangel mit fast ausschließlich arabisch-israelischen Einwohnern.

## Geschichte
Baqa-Dschatt ist 2003 durch die Zusammenlegung von Baqa al-Ġarbijja und dem Nachbarort Dschatt entstanden. Die unbeliebte Einheit wurde durch Knessetbeschluss 2010 mit Wirkung ab 1. November wieder gelöst.

### Baqa al-Ġarbijja
Die älteste Erwähnung des Ortes Baqa (arabisch باقة, DMG Bāqa ‚Bouquet, Blumenstrauß‘) stammt aus dem Jahr 1265, während des Feldzuges Baibars I. tat dieser am Ort Ländereien als Lehen an militärische Gefolgsleute aus. Im 17. Jahrhundert bildeten sich zwei drei Kilometer voneinander entfernte Siedlungskerne, die seither als Baqa al-Ġarbijja (arabisch باقة الغربية, DMG Bāqa al-Ġarbiyya ‚West Baqa‘, hebräisch באקה אל-ע'רבייה, englisch Baqa al-Gharbiyye) und Baqa al-Scharqijja (arabisch باقة الشرقية, DMG Bāqa aš-Šarqiyya ‚Ost Baqa‘), jetzt jenseits der Grünen Linie, unterschieden werden.
1952 wurde Baqa al-Ġarbijja eine Gemeindeverwaltung. Den Status einer Stadt erhielt Baqa al-Ġarbijja im Jahr 1996. Der Ort hat eine Fläche von 9,5 km². Von 2003 bis 2010 bildete Baqa al-Ġarbijja einen Teil der Stadt Baqa-Dschatt.
Die Einwohnerzahl beträgt 30.973 (Stand: Januar 2022). Die britische Mandatsmacht und das israelische Zentralbüro für Statistik geben bei den Volkszählungen im Jahr 1922 und 1931, sowie am 8. November 1948, 22. Mai 1961, 19. Mai 1972, 4. Juni 1983 und 4. November 1995 sowie einer Fortschreibung des Israelischen Zentralbüros für Statistik zum 31. Dezember 1955 folgende Einwohnerzahlen an:
| Jahr der Volkszählung | 1922  | 1931  | 1948  | 1955  | 1961  | 1972  | 1983   | 1995   |
| Anzahl der Einwohner  | 1.443 | 1.640 | 2.240 | 3.800 | 4.755 | 7.566 | 11.597 | 15.503 |

### Dschatt
Die Ortschaft Dschatt (hebräisch ג'ת, arabisch جت, DMG Ǧatt, englisch Jatt) wurde 1782 gegründet. 1959 wurde sie eine eigene Gemeindeverwaltung und behielt diesen Status bis zur Zusammenlegung 2003. Der Ort Jatt hat eine Fläche von 7 km². Von 2003 bis 2010 bildete Dschatt einen Teil der Stadt Baqa-Dschatt.
Die britische Mandatsmacht und das israelische Zentralbüro für Statistik geben bei den Volkszählungen im Jahr 1922 und 1931 sowie am 8. November 1948, 22. Mai 1961, 19. Mai 1972, 4. Juni 1983, 4. November 1995 und einer Fortschreibung des Israelischen Zentralbüros für Statistik zum 31. Dezember 1955 folgende Einwohnerzahlen an:
| Jahr der Volkszählung | 1922 | 1931 | 1948  | 1955  | 1961  | 1972  | 1983  | 1995  |
| Anzahl der Einwohner  | 680  | 780  | 1.120 | 1.800 | 2.233 | 3.441 | 4.724 | 6.861 |

### Gemeinsame Geschichte seit 2003
2003 wurden die beiden Orte Baqa al-Ġarbijja und Dschatt zur neuen Stadt Baqa-Dschatt vereinigt.

## Einwohner
Das israelische Zentralbüro für Statistik gibt bei den Volkszählungen am 22. Mai 1961, 19. Mai 1972, 4. Juni 1983, 4. November 1995 und vom 28. Dezember 2008 für die Stadtverwaltung folgende Einwohnerzahlen an:
| Jahr der Volkszählung | 1961  | 1972   | 1983   | 1995   | 2008   |
| Anzahl der Einwohner  | 6.988 | 11.007 | 16.321 | 22.364 | 33.171 |

## Söhne und Töchter der Stadt
- Ghalib Mudschadala (* 1953), Politiker